# Mathias Marie
Pour les articles homonymes, voir Marie.
Pas d'image ? Cliquez ici

a Compétitions nationales et continentales officielles uniquement.

b Matchs officiels uniquement.
Dernière mise à jour le 12 juillet 2020.
Mathias Marie, né le 9 janvier 1991, est un joueur français de rugby à XV évoluant au poste de deuxième ligne.

## Carrière
Formé à l'Union Bordeaux Bègles, il signe un contrat Espoir à Biarritz en 2010. Il dispute son premier match en Top 14 en septembre 2011 à Toulouse. Il devient capitaine de l'équipe lors de la saison 2014-2015.
En 2015, il rejoint Grenoble pour deux saisons, avant de signer à Béziers en Pro D2 pour deux saisons en 2017. À l'issue de la saison 2019-2020, il n'est pas conservé.

## Palmarès
- Vainqueur du Challenge européen : 2012